# مرسيليائية عينية
مرسيليائية عينية (الاسم العلمي: Massilia oculi) هي نوع من البكتيريا، سلبية الغرام، تتبع المرسيليات.